# Gamla begravningsplatsen, Malmö
Gamla begravningsplatsen, även kallad Gamla kyrkogården, är en begravningsplats i Malmö, centralt belägen väster om Gustaf Adolfs torg. Kanalen utgör gräns i sydväst och Stora Nygatan i norr.
Flera framstående Malmöbor från stadens 1800- och 1900-tal har gravstenar här.
På begravningsplatsen finns bland annat skulpturen Gud Fader på Himmelsbågen, av Carl Milles.

## Historik
Gamla begravningsplatsen invigdes 1822 och byggdes ut över tid.
År 1913 byggdes Fersens bro och Slottsgatan förlängdes rakt genom begravningsplatsens västra del.